# Sally Gunnellová
Sally Jane Janet Gunnell (* 29. července 1966, Chigwell, Essex, Anglie) je bývalá britská atletka, olympijská vítězka, mistryně světa a mistryně Evropy na čtvrtce s překážkami.
19. srpna 1993 na mistrovství světa ve Stuttgartu získala zlatou medaili. Ve finále zaběhla trať v novém světovém rekordu, jehož hodnota byla 52,74. Rekord překonala o dva roky později na mistrovství světa v Göteborgu Američanka Kim Battenová výkonem 52,61 . V roce 1993 se stala vítězkou anket Atlet světa i Atlet Evropy. Za své úspěchy byla v roce 1998 vyznamenána Řádem britského impéria (OBE).